# District de Nalgonda
Le district de Nalgonda est un district situé dans le sud de l'état du Télangana. 

## Géographie
Le district est arrosé par le Krishna (fleuve), la Musi (rivière), l'Aleru, le Peddavagu, le Dindi et le  Paleru. 18,99% de sa population est urbaine.
Un grand projet hydroélectrique et d'irrigation, le Nâgârjuna Sâgar est localisé dans le district.

## Histoire
Il joue un rôle majeur dans la révolte du Telangana (1946/51) et fait actuellement partie du corridor rouge. Le Télougou et l'Ourdou sont les langues officielles du district.

## Liens externes

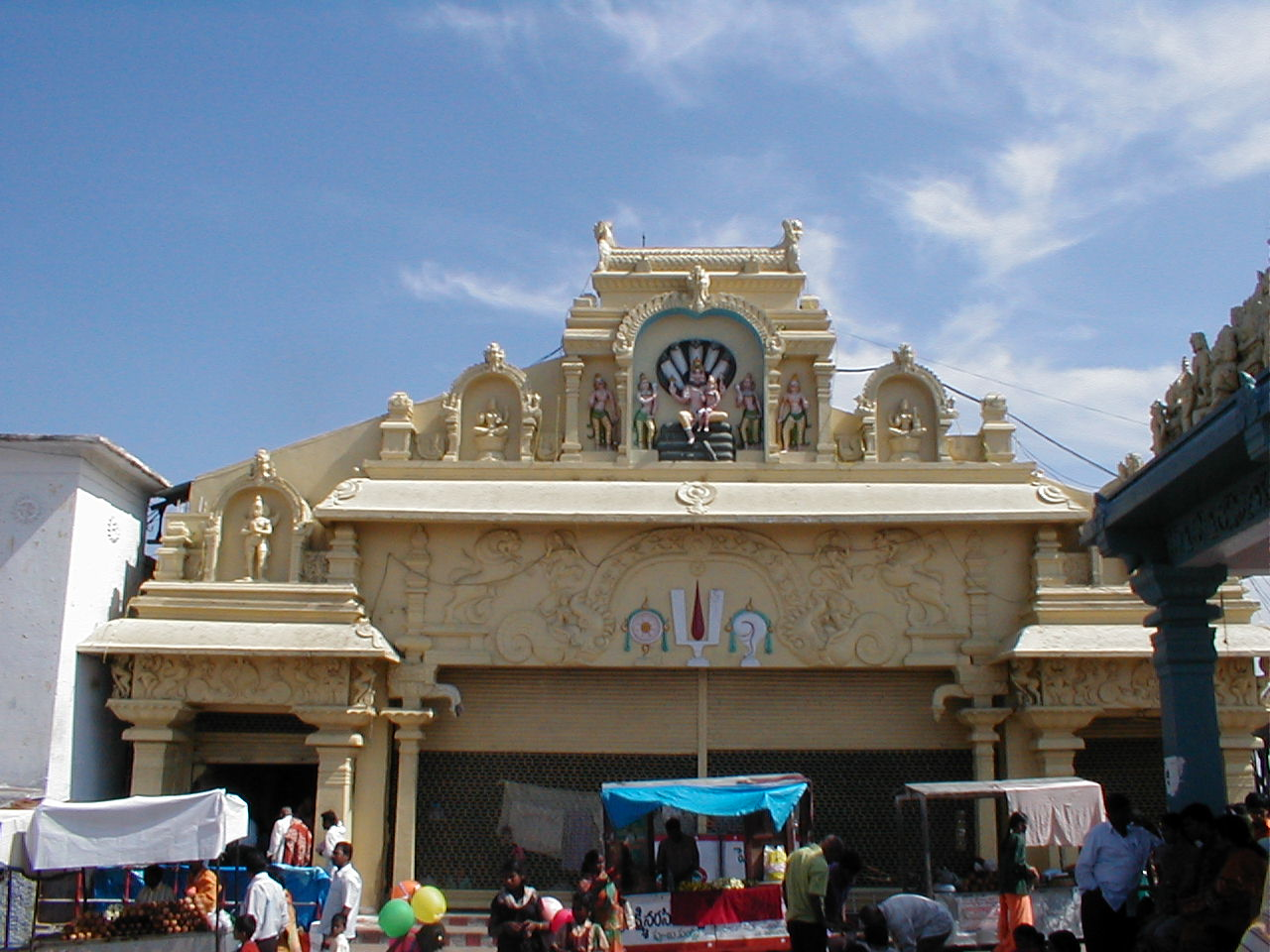
Yadagiri Gutta.
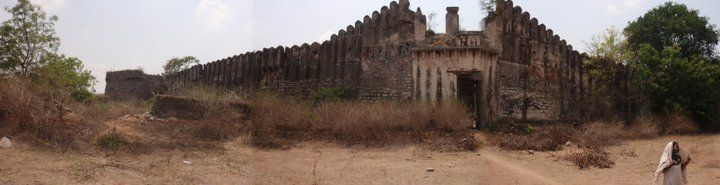
Fort de Rajapet.
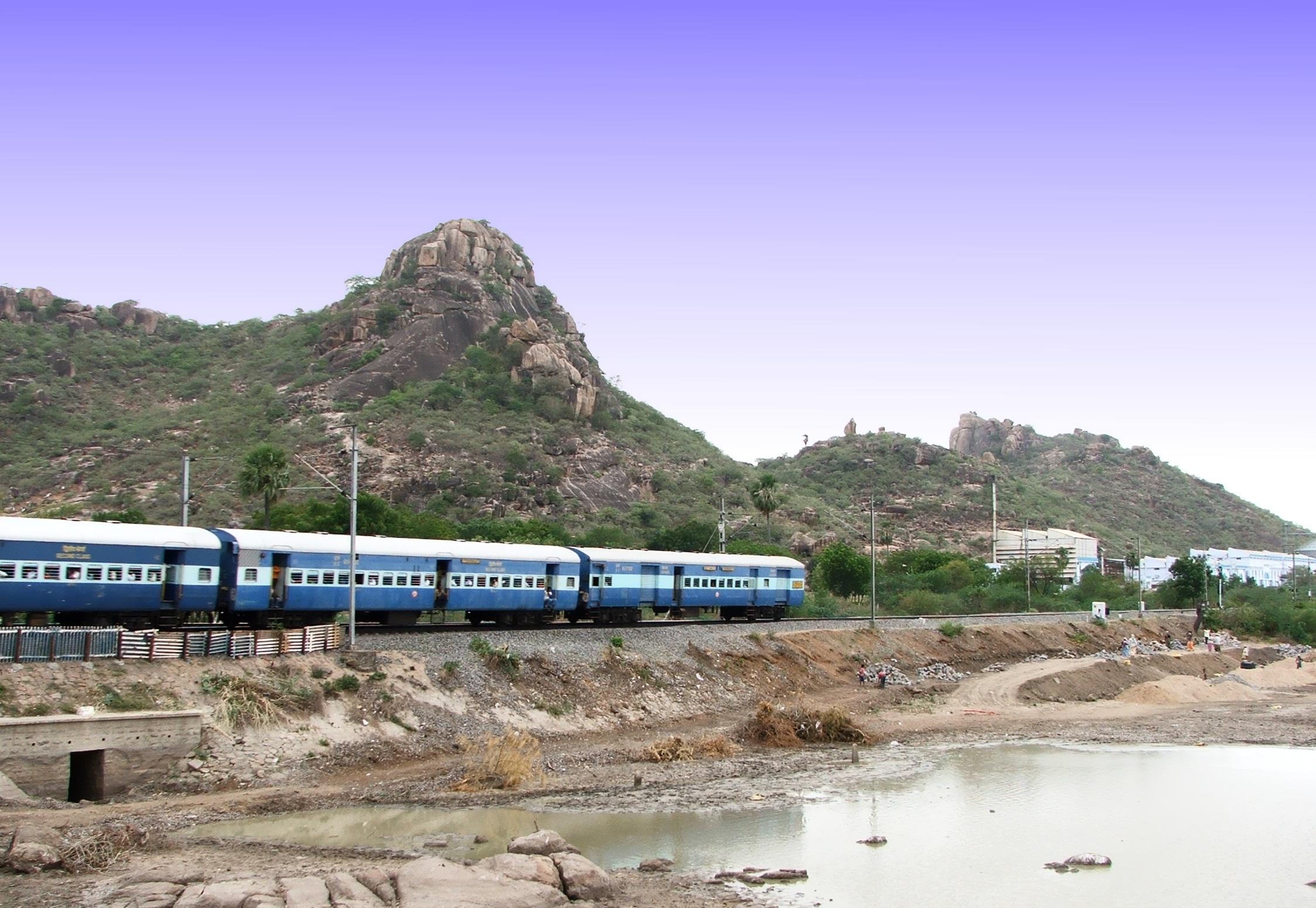
Photographie près du village de Yadagirigutta.